# Jaason Simmons
Jaason Simmons, właściwie Jason Matthew Simmons (ur. 12 lipca 1970 w Hobarcie) – australijski aktor telewizyjny i filmowy, najbardziej znany z roli Logana Fowlera w kultowym serialu telewizyjnym Słoneczny patrol, oglądanym przez miliard widzów w 142 krajach.

## Życiorys

### Wczesne lata
Jego rodzina pochodziła z Londynu. Urodził się na Tasmanii w Hobarcie. Ukończył szkolenie z wybitnym nauczycielem aktorstwa, Sanfordem Meisnerem.

### Kariera
Karierę rozpoczął w roku 1993 od roli w australijskim serialu Rajska plaża (Paradise Beach). Cztery lata później, gdy przestał wcielać się w filmową postać ratownika Logana Fowlera w serialu Słoneczny patrol (1994–97), zaczął występować w londyńskich teatrach.
We wrześniu 1995 jego zdjęcia znalazły się w magazynie dla pań „Playgirl”.
Sukcesywnie grywał w filmach: Donikąd (1997) z Christiną Applegate i Heather Graham oraz Mad Cowgirl (2006).
W maju i czerwcu 2006 roku Jason grał „tatę” w rodzinie modelek mieszkających w domu w Santa Clarita w Kalifornii. Aktorzy w „rodzinie” odtwarzali sceny domowego szczęścia (na przykład urodzinowe przyjęcie dziecka), starając się pozyskać potencjalnych nabywców.

### Życie prywatne
W marcu 2008 na łamach australijskiego magazynu „New Idea” zdeklarował się jako homoseksualista, wyjawił także, że jego partnerem jest irlandzki aktor John O’Callaghan.
W 2006 wraz z O’Callaghanem adoptował dwuletniego chłopca z Ugandy, Odina (ur. 2000). Po pewnym czasie para jednak ostatecznie zerwała ze sobą.

## Wybrana filmografia
| Film      | Film                                                                  | Film                  | Film                                           |
| Rok       | Film                                                                  | Rola                  | Uwagi                                          |
| --------- | --------------------------------------------------------------------- | --------------------- | ---------------------------------------------- |
| 1996      | Page 73                                                               |                       |                                                |
| 1997      | Asteroida śmierci (Velocity Trap)                                     | Simms, członek załogi |                                                |
| 1997      | Wilk morski (The Sea Wolf)                                            |                       | Alternatywny tytuł: Jack London's The Sea Wolf |
| 1997      | Donikąd (Nowhere)                                                     | nastoletni idol       |                                                |
| 1998      | Frankenstein Reborn!                                                  | Victor                |                                                |
| 1998      | The Pass                                                              | Blackjack Dealer      | Alternatywny tytuł: Highway Hitcher            |
| 2000      | Frankenstein & the Werewolf Reborn!                                   | Victor                |                                                |
| 2003      | The Devil's Tattoo                                                    | Vincent               | Alternatywny tytuł: Ghost Rig                  |
| 2006      | Bloody Mary                                                           | Dr Daniels            |                                                |
| 2006      | Mad Cowgirl                                                           | Jonathan Hunter       |                                                |
| 2009      | Przyjaciele Doroty (Friends of Dorothy)                               | Dr Harvard Young      | film krótkometrażowy                           |
| 2012      | Forgiving Winona                                                      |                       |                                                |
| 2013      | Rekinado (Sharknado)                                                  | Baz Hogan             | Premiera: 11 lipca 2013 na kanale SyFy.        |
| Telewizja |                                                                       |                       |                                                |
| Rok       | Tytuł                                                                 | Rola                  | Uwagi                                          |
| 1993      | Rajska plaża (Paradise Beach)                                         | Harry Tait            | 1 odcinek                                      |
| 1994–97   | Słoneczny patrol (Baywatch)                                           | Logan Fowler          | 48 odcinków                                    |
| 1995      | Baywatch: Forbidden Paradise (Baywatch the Movie: Forbidden Paradise) | Logan Fowler          | TV                                             |
| 1997      | Viper                                                                 | Steve Hoffman         | 1 odcinek                                      |
| 2000      | This Is How the World Ends                                            | Australijczyk         | TV                                             |